# Callopanchax monroviae
Callopanchax monroviae es una especie de pez de la familia de los aplocheílidos en el orden de los ciprinodontiformes.

## Morfología
Los machos pueden alcanzar los 8 cm de longitud total.

## Distribución geográfica
Se encuentran en África: sur de Liberia.